# The Cyrkle
The Cyrkle byla americká rock and rollová skupina aktivní v 60. letech 20. století. Měla dva hity v Top 40, "Red Rubber Ball," a "Turn-Down Day".

## Členové
- Tom Dawes (* 25. července 1944, Albany, New York – † 13. října 2007, New York, New York) – hlavní zpěv, hlavní kytara, basa
- Don Dannemann (* 9. května 1944, Brooklyn, New York) – hlavní vokály, rytmická kytara
- Marty Fried (* Martin Fried, 1944, Wayside, New Jersey) – bicí, zpěv – (vysloužilý konkurzní právník, který praktikoval v Southfieldu, Michiganu, předměstí Detroitu)
- Earle Pickens – klávesy (první album) – (1969 k současnosti, generální chirurg v Gainesville, Florida)
- Michael Losekamp – klávesy, vokály (druhé album); (inženýr důchodu pro AT a T a aktivní hudebník v Columbus, Ohio, s The Gas Pump Jockeys a White Rabbit v Daytonu, Ohio)

## Diskografie
Singly
- 1966 – Red Rubber Ball / How Can I Leave Her – Columbia 43589
- 1966 – Turn Down Day / Big, Little Woman – Columbia 43729
- 1966 – Please Don’t Ever Leave Me / Money To Burn – Columbia 43871
- 1967 – I Wish You Could Be Here / The Visit (She Was Here) – Columbia 43965
- 1967 – Camaro / SS 396 – Columbia Special Products 466
- 1967 – We Had A Good Thing Goin’ / Two Rooms – Columbia 44108
- 1967 – Penny Arcade / The Words – Columbia 44224
- 1967 – Turn Of The Century / Don't Cry, No Fears, No Tears Comin’ – Columbia 44366
- 1968 – Reading Her Paper / Friends – Columbia 44426
- 1968 – Red Chair Fade Away / Where Are You Going? – Columbia 44491
- 19?? – Red Rubber Ball / Turn Down Day – Columbia Hall Of Fame 33103

Alba
- 1966 – Red Rubber Ball – Columbia CL 2544 (Mono) / CS 9344 (Stereo)
- 1967 – Neon – Columbia CL 2632 / CS 9432
- 1970 – The Minx (Soundtrack) – Flying Dutchman